# Bengt Nilsson (Oxenstierna)
Bengt Nilsson (Oxenstierna), död efter 1371, var en svensk riddare och riksråd. 

## Biografi
Bengt Nilsson var son till frälsemannen Nils Torstensson och hans hustru som var dotter till västgötalagmannen Bengt Hafridsson. Han var riddare 10 juli 1360 då han för ett lån av 300 mark pantsatte till Skara domkyrka alla sina fastigheter i Hökebäck och Brängesåsa i Kylingareds socken, med mera. Bengt Nilsson var 1364 riksråd, samt en av konung Albrekt av Mecklenburg anhängare och undertecknade såsom sådan fredsfördraget i Edsvik 15 april 1371. Han avled efter 1371.
Han kom att bli ägare till Salsta och Ängsö. Härigenom kom han att bli den första inom släkten Oxenstierna som kom att tillhöra högfrälset och få sin verksamhet förlagd till Svealand. 

### Familj
Bengt Nilsson gifte sig före 1360 med Ingeborg Nilsdotter, dotter till drotsen Nils Abjörnsson (Sparre av Tofta) och Bengta Abrahamsdotter. Ingeborg Nilsdotter var änka efter riddaren Sten Turesson (Bielke). Bengt Nilsson  och Ingeborg Nilsdotter fick tillsammans barnen riddaren Arvid Bengtsson (Oxenstierna) (död 1402), riddaren Jöns Bengtsson (Oxenstierna) den äldre (död 1399), Bengta Oxenstierna som var gift med Magnus Olofsson Kase (sjuuddig stjärna) och Kristina Oxenstierna (död 1399) som var gift med riddaren Karl Magnusson (örnfot).